# Carly Piper

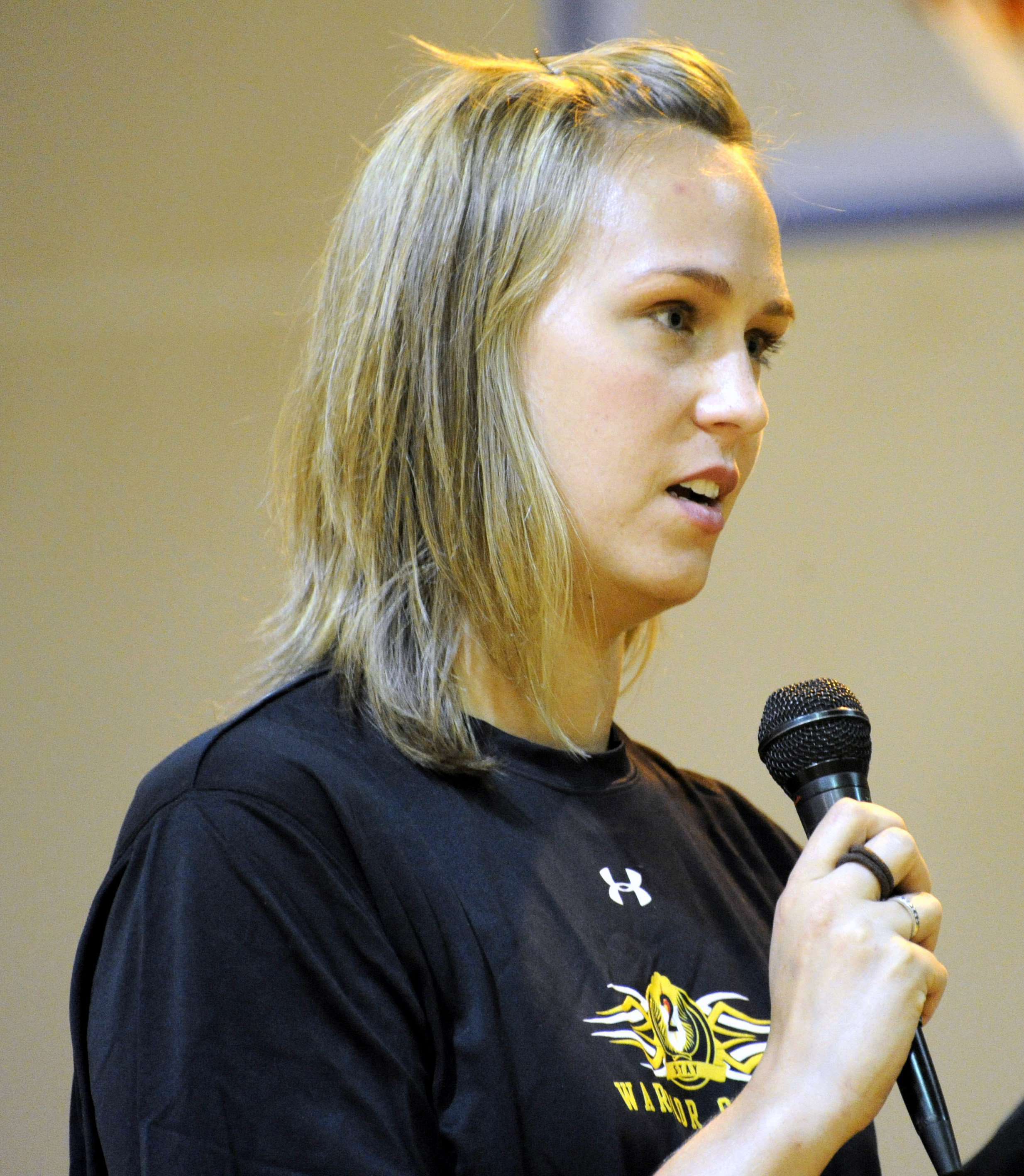
Carly Piper 2010 bei einem Truppenbesuch im Irak.

Carly Piper, nach Heirat Carly Ryan (* 23. September 1983 in Grosse Pointe, Michigan), ist eine ehemalige Schwimmerin aus den Vereinigten Staaten. Sie gewann eine olympische Goldmedaille und einmal Gold bei Panamerikanischen Spielen. 

## Sportliche Karriere
Carly Piper studierte an der University of Wisconsin–Madison und startete für deren Sportteam, die Wisconsin Badgers.
Bei den Panamerikanischen Spielen 2003 in Santo Domingo gewann sie die Goldmedaille mit der 4-mal-200-Meter-Freistilstaffel. Im Jahr darauf bei den Olympischen Spielen 2004 in Athen schwammen Lindsay Benko, Rhi Jeffrey, Carly Piper und Rachel Komisarz die schnellste Vorlaufzeit. Im Finale waren Natalie Coughlin, Carly Piper, Dana Vollmer und Kaitlin Sandeno über sieben Sekunden schneller als die Vorlaufstaffel und verbesserten den 17 Jahre alten Weltrekord einer Staffel aus der DDR auf 7:53,42 Minuten. Sie siegten mit zweieinhalb Sekunden Vorsprung vor den Chinesinnen. Alle sieben beteiligten Schwimmerinnen aus den Vereinigten Staaten erhielten eine Goldmedaille.
2005 trat Piper bei den Weltmeisterschaften in Montreal über 400 Meter Freistil an. Als Zehnte der Vorläufe verpasste sie den Endlauf um anderthalb Sekunden. Bei den Kurzbahnweltmeisterschaften 2006 in Shanghai erhielt Piper eine Bronzemedaille für ihren Einsatz im Vorlauf der 4-mal-200-Meter-Freistilstaffeln. Über 400 Meter Freistil und über 800 Meter Freistil erreichte sie nicht das Finale.
2011 wurde Carly Piper in die Athletics Hall of Fame ihrer Universität aufgenommen.